# بيورن غولبراندسن
بيورن غولبراندسن (بالنرويجية البوكمول: Bjørn Gulbrandsen)‏ هو لاعب هوكي جليد نرويجي، ولد في 9 يناير 1927 في أوسلو في النرويج، وتوفي في 20 مايو 1988.

## وصلات خارجية
- بيورن غولبراندسن على موقع EliteProspects.com (الإنجليزية)
- بيورن غولبراندسن على موقع أوليمبيديا (الإنجليزية)